# Eobaataridae
De Eobaataridae zijn een familie van uitgestorven zoogdieren binnen de orde Multituberculata. Overblijfselen zijn bekend uit het Vroeg-Krijt van Europa en Azië. Ze behoren tot de meest afgeleide vertegenwoordigers van de informele onderorde Plagiaulacida en zijn nauw verwant aan Cimolodonta. De meeste eobaatariden zijn alleen bekend van losse tanden, hoewel er verschillende redelijk complete leden bekend zijn, waaronder Sinobaatar en Jeholbaatar. Het lichaam van Sinobaatar is gegeneraliseerd, terwijl Jeholbaatar duidelijke aanpassingen vertoont voor scansorialiteit (klimmen) gezien zijn langwerpige vingers. Vanwege de morfologie van de wangtanden, wordt aangenomen dat Eobaatar en Jeholbaatar omnivoren zijn, waarschijnlijk zich voedend met planten en ongewervelde dieren.
Eigenaardigheden zijn voorste ondertanden bedekt door een beperkt tandglazuur met grote prismata. De vierde onderste premolaar heeft maar één knobbel.
Er is gesuggereerd dat Indobaatar uit de vroege Kota-formatie uit het Vroeg-Jura de vroegst bekende multituberculaat is, en zeker de vroegste eobaataride, en de eobaataride cimolodonte groep veel ouder geweest kan zijn dan eerder werd gedacht. Maar de toewijzing aan de familie is door andere geleerden betwijfeld.
Fossielen van Jeholbaatar kielanae lijken aan te tonen dat multituberculaten onafhankelijk van andere zoogdiergroepen het typische zoogdierachtige middenoor hebben ontwikkeld waarbij het articulare van de onderkaak het oor in is verhuisd.

## Etymologie
De naam 'Eobaatar' (van het oude Griekse 'ἠώς' = dageraad en Mongoolse 'baatar' = held) betekent 'dageraadheld'.

## Geslachten
- Cheruscodon
- Dolichoprion
- Eobaatar
- Heishanobaatar?
- Iberica
- Indobaatar?
- Loxaulax
- Parendotherium
- Sinobaatar
- Jeholbaatar
- Monobaatar?
- Liaobaatar
- Hakusanobaatar
- Tedoribaatar